# 판차카르마
판차카르마(Panchakarma)는 인도 전통 의술의 해독 치료이다. 마사지-한약-기타 처치 등 5가지 단계로 이루어져 있다.